# Mama mia
Mama mia is een single van Sandra & Andres. Het is niet afkomstig van een regulier album van dit duo.
Mama mia en Nederlandse B-kant Would you be so kind zijn beide geschreven door het dan vaste duo Dries Holten (Andres) en muziekproducent Hans van Hemert. Ten opzichte van de vorige Engelstalige single is Harry van Hoof als arrangeur en orkestleider ingewisseld voor Bert Paige, bekend van zijn werk voor Boudewijn de Groot.
Voor de Duitse markt werd een single geperst met Duitse teksten. Hans Bradtke leverde de Duitse tekst van Mama mia. Would you be so kind werd Alles was die Lady will, een vertaling van ene Jay. Deze aanpak had succes; Sandra & Andres scoorde een kleine Duitse hit met dit plaatje, mede dankzij een aantal optredens bij de ZDF, aldus de melding op de achterkant van de single. Er verscheen zelfs een speciaal op Duitsland gericht album: Was soll ich tun? Beide liedjes komen daar echter niet op voor.

## Hitnotering
Het bleek een kleinere hit te worden dan hun vorig werk.

### Nederlandse Top 40
Mama mia werd eerst verkozen tot alarmschijf
| Positie: | 21 | 13 | 12 | 22 | 27 | 39 | uit |

### NederlandseDaverende 30
| Positie: | 21 | 15 | 21 | uit |

### VlaamseUltratop 30
| Positie: | 22 | 30 | uit |

Sandra Reemer

Al di là · Stille nacht, heilige nacht · 'k Zweef aan m'n ballonnetje · Gloria, gloria · Sluimer zacht · Singapura · Hoe leit dit kindeke · Mijn gitaar · Kopi susu · Als jij maar wacht · Een bos rozen · Heimwee · Mijn concert · Teddy song · Jij vergeet · Since you have gone · (I've got) A love like a rainbow · Simon Zealotes · Love me, honey · The party's over · Trust in me · This is your heartbeat · How little we know · Colorado · Nothing's gonna change · It hurts to be in love · America here I come · Indonesia · Get it on · Rien ne va plus · Fly like an angel · Gold · All out of love · Sleep with me tonight · Laughter in the rain · Goodnight, sweetheart, goodnight · Smoke gets in your eyes · La colegiala · For your love · He was the one · Love is cruel · Domenica · The last goodbye · Mensen zoals jij · Kom naar me toe · Alles wat ik wil · Een boom voor het leven · De mooiste droom is vogelvrij
Sandra en Andres

Storybook children · Somethin' in my heart · For the first time in my life · Reach for the moon · Let us pray together · Love is all around · Those words · Que je t'aime · Mary Madonna · Als het om de liefde gaat · Mama mia · Auntie · Aime-moi · Dzjing boem! · True love · You believed · Oh, nous sommes très amoureux
Dutch Divas

Work that body · From New York to L.A.